# Hełm HP-05

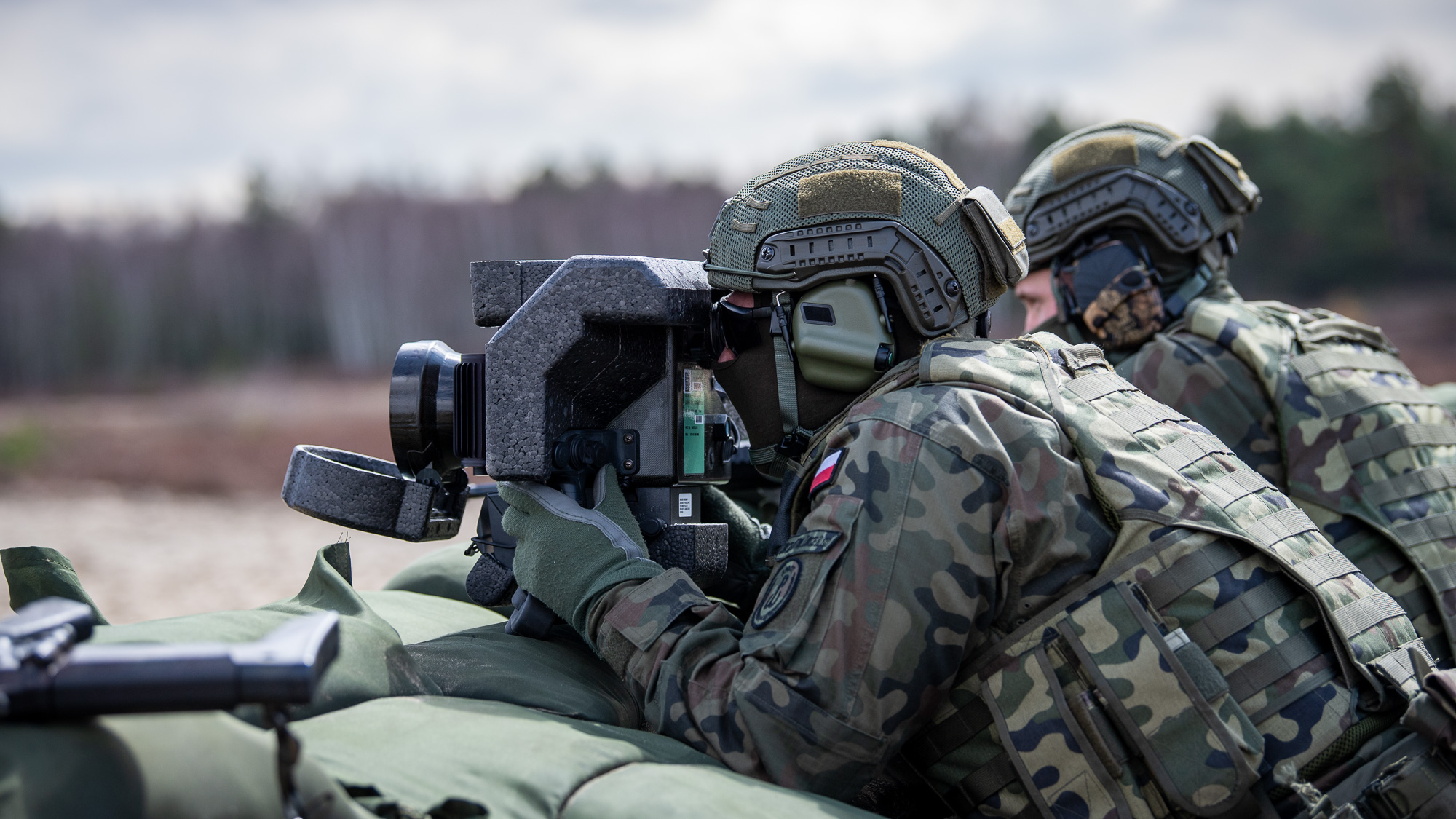
Żołnierze Wojsk Lądowych w hełmach HP-05

Hełm HP-05 – wysoki hełm balistyczny, opracowany przez firmę Maskpol przede wszystkim dla Wojsk Specjalnych Sił Zbrojnych RP oraz specjalistycznych jednostek policji .
Hełm HP-05 to hełm balistyczny o wysokiej konstrukcji, którego zadaniem jest ochrona głowy żołnierza przed ostrzałem z broni ręcznej oraz przed odłamkami. Hełm HP-05 jest najnowszym modelem hełmu opracowanym dla Sił Zbrojnych RP i wykorzystywany jest przede wszystkim przez jednostki specjalne wojska i służb porządkowych.

## Specyfikacja
- Odporność na pociski i odłamki:
- Odporność balistyczna: odłamkoodporność – parametr V50 powyżej 600 m/s dla odłamka FSP 1,1g, kuloodporność – 357 Magnum JSP 10,2g (425±15) m/s oraz 9x19 mm FMJ 8,0g (360±15) m/s - wg PN-V-87001:2011)[1]
- Dostępne w 3 rozmiarach, z zakresem obwodu głowy 54 – 62 cm)
- W pełni regulowany, czteropaskowy pas na głowę
- Regulowany pod względem rozmiaru system zawieszenia zapewnia bezpieczne dopasowanie
- Wykonane z zaawansowanych technologicznie materiałów balistycznych
- Masa hełmu od 1,30 do 1,60 kg zależnie od rozmiaru i ukompletowania hełmu[3]
- Wyposażony w szyny na akcesoria i uchwyt montażowy do gogli noktowizyjnych
- Zgodny z: maskami gazowymi, filtrującą odzieżą ochronną, kamizelkami kuloodpornymi, indywidualnymi urządzeniami do komunikacji głosowej i sprzętem do ochrony oczu

## Operatorzy
Polska
W latach 2020–2023 SZ RP otrzymały 50 000 hełmów. W maju 2024 roku Agencja Uzbrojenia poinformowała o podpisaniu nowego kontraktu na dostawę kolejnych 10 000 hełmów.